# St James Falls
Die St James Falls sind ein Wasserfall im Buller District in der Region West Coast auf der Südinsel Neuseelands. Er liegt im Lauf eines namenlosen Bachs am Lewis Pass, der einige hundert Meter hinter dem Wasserfall in den Maruia River mündet. Seine Fallhöhe beträgt rund 110 Meter.
Vom Parkplatz an der Passhöhe des New Zealand State Highway 7 ist der Wasserfall auf der 20-minütigen Rundwanderung über den St James Walkway einsehbar.